# CD9 (gruppo musicale)
CD9 (acronimo di Código nueve) sono stati un gruppo musicale messicano composto Jos Canela, Alonso Villalpando, Freddy Leiva, Alan Navarro e Bryan Mouque. Precedentemente era formata da William Valdés al posto di Bryan Mouque, però decise di abbandonare il gruppo.
Debuttarono con The Party, singolo che richiamò l'attenzione della compagnia discografica Sony Music Messico, con la quale firmarono un contratto discografico. Il primo EP The Party/Ángel Cruel fu lanciato nel marzo 2014 e si posizionò alla nono posto per le vendita in Messico. Il secondo EP Paso 2 fu lanciato a giugno dello stesso anno, questo raggiunse la seconda posizione della vendita nel suo paese. Tre mesi più tardi, a fine settembre 2014 la banda lanciò il suo primo album di studio, dal quale vennero estratti quattro singoli: The Party, Ángel cruel, Me equivoqué e Eres. L'album raggiunse la vetta dei dischi più venduti in Messico e fu disco di platino. Nel primo bimestre del 2015, lanciarono l'album live CD9: Love & Live Edition. Occorre menzionare che hanno vinto cinque premi, incluso 'Up and coming: artista in salita' agli MTV Millennial Awards e il riconoscimento internazionale Cool is everywhere ai Melty Future Awards in Francia. Il 10 marzo 2021, dopo due anni di inattività e la partenza dei membri Jos Canela e Freddy Leyva, la band ha ufficialmente confermato la separazione tramite il proprio account Twitter.

## Storia del gruppo
La banda si formò nel 2011, per l'iniziativa di Jos Canela di creare un gruppo musicale. Canela parlò dell'idea al suo amico Alonso Villalpando e lo convinse a crearla. Cercando dei componenti per il gruppo, Jos pensò a un suo amico che aveva conosciuto a un concerto; Alan Navarro, e Canela lo invitò a unirsi alla band, Navarro accettò l'invito e raccomandó suo cugino Freddy Leyva per unirsi al gruppo, e alla fine si aggiunse l'attore William Valdés. Decisero di chiamare la banda «CD9», (acronimo di «codigo 9» o «code 9») perché il «codice 9» nella rete sociale si usa per mantenere qualcosa segreto e cambiare tema alla conversazione, comentarono che questo termine rispecchia chi sono. La loro prima apparizione fu alla prima edizione degli MTV Millennial Awards e poi si presentarono alla cerimonia dei Nickelodeon Kids' Choice Awards Messico. Nell'agosto del 2013, lanciarono The Party, il loro singolo di debutto. The Party fu composto e prodotto da Mike Zanetti e grazie al suo aiuto girarono un video musicale, il quale fu pubblicato su YouTube. La canzone e il video ottennero popolarità, tanto che richiamò l'attenzione del vicepresidente della compagnia discografica Sony Music Messico, la quale lo contattò per firmare un contratto discografico. Dopo aver firmato il contratto, William Valdés decise di abbandonare il gruppo, spiegò che lo fece per «problemi di contratto» e per «problemi personali». Dopo, Bryan Mouque raccomandato da Villalpando si unì alla band, rendendo il gruppo composto da Jos Canela, Alonso Villalpando, Alan Navarro, Freddy Leyva e Bryan Mouque.
Il 17 dicembre 2013 Sony Music lanciò The Party con la partecipazione di Bryan Mouque, e non di Willian Valdés. Il 28 di gennaio del 2014 fu pubblicato in formato digitale il secondo singolo, intitolato Ángel cruel, il vídeo musicale ottenne molta popolarità e raggiunse le prime posizioni del canale Telehit. A marzo 2014, venne pubblicato The Party/Ángel cruel, primo extended play della banda, il quale incluse il primo e il secondo singolo; The Party e Ángel cruel. L'EP raggiunse la nona posizione della classifica Top 100 México pubblicata dall'Asociación Mexicana de Productores de Fonogramas y Videogramas (AMPROFON). Il 10 febbraio 2015, uscì CD9: Love & Live Edition, un'edizione nuova del loro album con temi inediti e materiale girato dal vivo durante il loro "The Party Tour", che ha tenuto concerti in Messico, Centroamerica e Sudamerica. Tra i loro riconoscimenti ottenuti c'è il premio Up and coming: artista in accesa nella seconda edizione degli MTV Millennial Awards, nel 2014. E ai Kids Choice Awards Messico, vinsero i premi come miglior artista o gruppo e miglior canzone, per il loro ultimo singolo Ángel cruel
Il secondo album in studio fu lanciato il 18 marzo 2016. Conta 15 temi esclusivi, 9 temi in spagnolo, 6 in inglesi, e vinse il disco di "platino" ancora prima di uscire in vendita. Evolution conta tre singoli, il primo è I Feel Alive disponibile sia in versione spagnola sia inglese, Deja Vu e Best Bad Move, che sono stati pubblicati il 22 gennaio 2016, 2 agosto 2016 e 19 agosto 2016. L'ultimo disco dei CD9 intitolato Revolution è una riedizione dell'album Evolution. Quest'ultimo lavoro fu lanciato l'11 novembre 2016 e contiene i temi dell'album ‘Evolution’, oltre a varie canzoni inedite ed un DVD con i videoclip ufficiali e un piccolo documentario sui ragazzi della band. La band messicana CD9 annunciò durante una conferenza stampa il successivo tour del gruppo, chiamato "Revolution Tour". Questo nuovo tour per il momento ha tenuto un unico concerto che si è svolto il 26 novembre 2016 all'Arena di Città del Messico, ma i CD9 hanno annunciato anche un piccolo tour negli Stati Uniti. Comunque sia al concerto hanno partecipato anche la girlband spagnola Sweet California e il cantante Calum. Il 10 marzo 2021, dopo due anni di inattività e la partenza dei membri Jos Canela e Freddy Leyva, la band ha ufficialmente confermato la separazione tramite il proprio account Twitter.

## Formazione
- Alonso Villalpando Camarena (Alonso Villalpando) – voce (2013–2021)
- Alan Omar Leyva Navarro (Alan Navarro) – voce (2013–2021)
- Bryan Kevin Villareal Mouque (Bryan Mouque)– voce (2013–2021)

Ex membri
- William Valdés – voce (2013)
- José Alfredo Pacheco Leyva (Freddy Leyva) – voce (2013–2019)
- José Miguel Canela Rivera (Jos Canela) – voce (2013–2019)

## Discografia

### Album in studio
- 2014 – CD9
- 2016 – Evoution
- 2017 – 3/4
- 2018 – 1.0

### EP
- 2014 – The Party/Ángel cruel
- 2014 – Paso 2
- 2017 – .5 (Punto 5)

### Ristampe
- 2015 – Love & Live
- 2015 – The Last Party
- 2016 – Revolution

### Raccolte
- 2014 – Locos por la música

### Singoli
- 2013 – The Party
- 2014 – Ángel cruel
- 2014 – Me equivoqué
- 2014 – Eres
- 2014 – I Feel Alive
- 2016 – Déjà Vu
- 2016 – Best Bad Move
- 2016 – Own the Night (con Lali Espósito)
- 2017 – Get Dumb
- 2017 – A tu lado
- 2017 – No le hablen de amor
- 2017 – Lío en la cabeza
- 2018 – Qué le importa a la gente
- 2018 – Nadie te amará
- 2018 – Prohibido (con Ana Mena)
- 2018 – Prohibido (Remix) (con Ana Mena e Lali Espósito)
- 2025 –  2+0+2+5=9

### Collaborazioni
- 2015 – I'm Feeling so Good (Abraham Mateo con i  CD9)
- 2016 – Call Me (Calum con i CD9)
- 2016 – Vuelves (Sweet California con i CD9)
- 2017 – El orangután (La Sonora Santanera con i  CD9)
- 2018 – Fondo de Pantalla (Twin Melody con i CD9)

## Tournée
- 2014/15 – The Party Tour
- 2015/16 – The Party World Tour
- 2016 – Evolution Tour
- 2016/17 – Revolution Tour
- 2018/19 – Modo Avión Tour

## Premi e riconoscimenti
- MTV Millennial Awards
  - 2014 – Up & coming artista in salita
- Nickelodeon Kids' Choice Awards Messico
  - 2014 – Artista o gruppo nazionale preferito
  - 2014 – Canzone preferita per Ángel cruel
  - 2015 – Artista o gruppo nazionale preferito
- MTV Europe Music Awards
  - 2014 – Candidatura al miglior artista nord latinoamericano
- Premio Telehit
  - 2014 – Miglior canzone pop nazionale[22]
- Melty Future Awards
  - 2014 – Cool is Everywhere[23]
- Nickelodeon Kids' Choice Awards
  - 2015 – Candidatura all'artista preferito
  - 2017 – Celebrità preferita